# Joe Cagianello
Joe Cagianello (* 16. Mai 1955) ist ein ehemaliger kanadischer Snookerspieler, der zwischen 1983 und 1992 Profispieler war. In dieser Zeit erreichte er viermal das Viertelfinale der Canadian Professional Championship sowie Rang 87 der Snookerweltrangliste.

## Karriere
Cagianello war Bestandteil der kanadischen Snooker-Szene und nahm unter anderem an den Canadian Open 1980 teil. 1983 wurde er Profispieler. In den folgenden Spielzeiten nahm er größtenteils nur an der Canadian Professional Championship und an der Snookerweltmeisterschaft teil. Bei ersterer konnte er viermal ein Viertelfinale erreichen, bei letzterer einmal die vorletzte Qualifikationsrunde. Zeitweise war er auf Platz 87 der Snookerweltrangliste geführt. Nach seinem Rückzug vom aktiven Snooker im Jahr 1988 blieb er noch bis 1992 offiziell Profispieler, ehe er seinen Profistatus verlor.